# Concepcion (Romblon)
Concepcion is een gemeente in de Filipijnse provincie Romblon op het eiland Maestre de Campo. Bij de laatste census in 2007 had de gemeente ruim vierduizend inwoners.

## Geografie

### Bestuurlijke indeling
Concepcion is onderverdeeld in de volgende 9 barangay's:
| - Bachawan - Calabasahan - Dalajican - Masadya - Masudsud | - Poblacion - Sampong - San Pedro - San Vicente |

## Demografie
Concepcion had bij de census van 2007 een inwoneraantal van 4.166 mensen. Dit zijn 517 mensen (11,0%) minder dan bij de vorige census van 2000. De gemiddelde jaarlijkse groei komt daarmee uit op -1,60%, hetgeen geheel afwijkt van het landelijk jaarlijks gemiddelde over deze periode (2,04%). Vergeleken met de census van 1995 is het aantal mensen met 960 (18,7%) afgenomen.
De bevolkingsdichtheid van Concepcion was ten tijde van de laatste census, met 4.166 inwoners op 19,82 km², 258,6 mensen per km².